# 可愛山陵
可愛山陵（えのみささぎ）は、日本書紀に現れるニニギ（天津日高彦火瓊瓊杵尊）の陵。高屋山上陵（たかやのやまの えのみささぎ）・吾平山上陵（あひらのやまの えのみささぎ）とともに神代三山陵の一つ。

## 概略
ニニギの陵については、「日本書紀」に「筑紫日向可愛山之山陵」とある。
```
久之、天津彥彥火瓊瓊杵尊崩、因葬筑紫日向可愛此云埃之山陵。
```

「延喜式諸陵式」に「日向埃山陵。天津彦瓊瓊杵尊在二日向国一、無陵戸」（二、一は返り点）とあるが、この陵は延喜式よりも前に中央の官掌を離れて、その所在を単に「在日向国」、また「無陵戸」と表されていた。しかしその祭祀は重んじられ、神代三陵のために山城国葛野郡田邑陵の南の原に方1町の地を画して遙拝所に当てられたことがある。

## 治定の経緯

### 新田神社

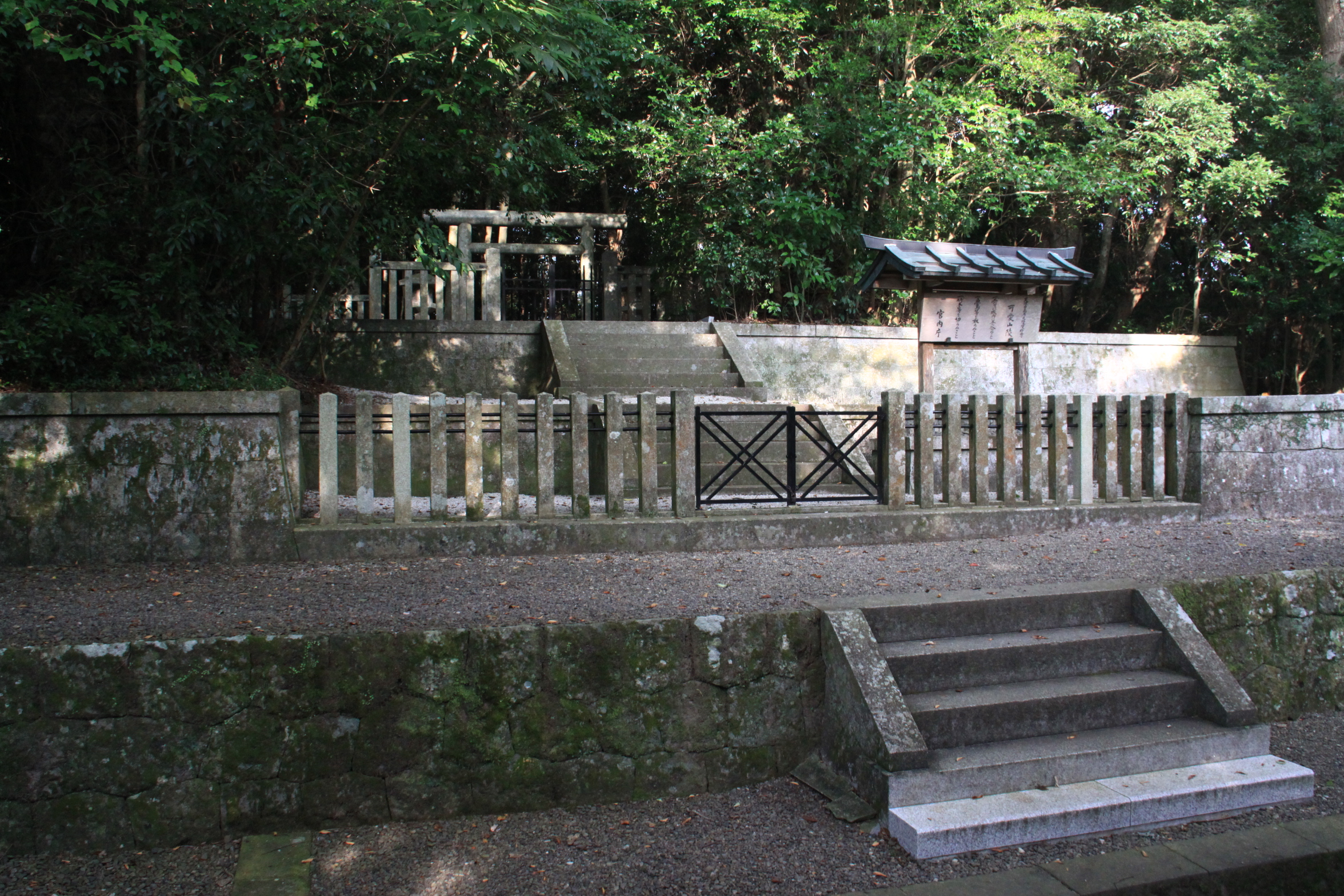
可愛山陵

1874年（明治7年）、宮内省により、可愛山陵（えのみささぎ）・高屋山上陵（たかやのやまの えのみささぎ）・吾平山上陵（あひらのやまの えのみささぎ）が治定され、可愛山陵は新田神社（現・鹿児島県薩摩川内市宮内町）境内の神亀山にある陵とされた。
明治7年（1874年）7月10日、他の日向三代の神の陵、とともに勅定があり、大いに修治された。新田神社の可愛山陵は大正3年（1914年）に宮内省直轄となった。
現在は宮内庁書陵部桃山監区可愛部事務所が置かれ、内閣府事務官が陵墓守部として管理されている。大正9年（1920年）3月30日には昭和天皇（当時の皇太子）が参拝、昭和37年（1962年）には明仁上皇（当時の皇太子）及び上皇后美智子（当時の皇太子妃）が参拝など、皇族の参拝は9回にも及んでいる。
形態
現在、可愛山陵と治定されている新田神社では、神亀山の5分の4が御陵の領域となっている。御陵と神社が一体となっているのは全国でも珍しい形態である。
陵形については、方墳（南北11m・東西10m）説の他、髙塚式円墳説、扁平な小方丘説などがある。
神亀山は、火山活動によってつくられたシラス土壌が一般的な土地に粘土質の岩盤から出来ており、川内平野にぽつんと孤立した山塊であることから、一説には人為的に築かれたものではないかともいわれている。